# Hash Pipe
«Hash Pipe» es una canción de la banda de rock estadounidense Weezer. Lanzada en 2001, fue el primer sencillo del tercer álbum de la banda, Weezer («The Green Album»).

## Antecedentes
Según una entrevista con el líder de Weezer, Rivers Cuomo, «Hash Pipe» fue escrita la misma noche que la canción «Dope Nose» de Maladroit. Cuomo tomó «un montón de Ritalin y tomó como tres tragos de tequila», caminó de un lado a otro durante un rato y luego escribió ambas canciones.
El baterista de Weezer, Patrick Wilson, aparece en la portada del sencillo en CD de la canción. Desde finales de 2001, la banda ha tocado la canción en vivo con un solo de guitarra reelaborado que ya no sigue la melodía del verso.
Según Cuomo, es «una canción totalmente loca sobre una prostituta travesti homosexual».
También según Cuomo, tenía la intención de darle esta canción a Ozzy Osbourne en 2000 después de que se acercó a Cuomo en busca de ideas para canciones, pero no la usó. Presumiblemente, habría sido utilizada para su octavo álbum de estudio, Down to Earth, lanzado el mismo año que el Green Album.

## Composición
Con un tempo de 128 bpm, «Hash Pipe» está compuesta en clave de La menor. La primera línea, «I can't help my feelings, I go out of my mind», es una cita de «You Can't Do That» de The Beatles.

## Videoclip
El video de la canción fue dirigido por Marcos Siega, el primero de muchos videos de Weezer que iba a dirigir. En el video, se muestra a Weezer tocando mientras un grupo de luchadores de sumo están parados al fondo. A medida que avanza la canción, se muestra a los luchadores peleando y durante el solo de guitarra, los luchadores tocan los instrumentos de los miembros de la banda mientras los miembros miran desde el fondo. Durante el coro final, el guitarrista Brian Bell realiza un movimiento en el que se inclina hacia atrás, llevándose la guitarra con él, y luego empuja las piernas en la forma en que se inclina. Este movimiento se ha hecho conocido entre los fanáticos de Weezer como «la curva imposible». Según el mini libro que acompaña al DVD Weezer – Video Capture Device: Treasures from the Vault 1991–2002, se le pidió a Siega que evitara basarse en la letra de la canción para filmar el video, debido a sus temas de prostitución homosexual y referencias a drogas.

## Recepción
La canción recibió reseñas positivas por parte de los críticos musicales. El escritor de AllMusic, Stephen Thomas Erlewine, nombró a «Hash Pipe» como uno de los cuatro aspectos más destacados del álbum. Paul Brannigan de Kerrang! otorgó al sencillo cinco estrellas y lo nombró «Sencillo de la semana».
El columnista de Slant Magazine, Sal Cinquemani, escribió que la canción «es una prueba más de los orígenes punk rock de la banda, con sus crujientes licks de guitarra y sus voces staccato chamuscadas con residuos del boom del rock alternativo».
En 2014, la empresa de venta de entradas AXS la calificó como la séptima mejor canción de la banda.

## Lista de canciones
Corte de difusión de radio
1. "Hash Pipe" – 3:06

Sencillo en CD de EE. UU. / Sencillo de 7 ″ de EE. UU. (vinilo negro)
1. "Hash Pipe" – 3:06
2. "I Do" – 2:10

Sencillo en CD de Reino Unido
1. "Hash Pipe" – 2:51
2. "Starlight" – 3:35
3. "Hash Pipe" (Jimmy Pop remix)
4. "Hash Pipe" (CD-ROM video)

Sencillo de 7 ″ de Reino Unido (vinilo verde)
1. "Hash Pipe" – 2:52
2. "Teenage Victory Song" – 3:11

Sencillo promocional remix de 12″ de EE. UU. (vinilo negro)
1. "Hash Pipe" (Jimmy Pop remix)
2. "Hash Pipe" (Chris Vrenna's Kick Me remix)
3. "Hash Pipe" (Chris Vrenna's Under Glass remix) – 4:13

Sencillo en CD de Países Bajos
1. "Hash Pipe" – 3:06
2. "I Do" – 1:53
3. "Starlight" – 3:21
4. "Hash Pipe" (Jimmy Pop remix) – 3:22

## Posicionamiento en listas
| Lista (2001)                           | Mejor posición |
| -------------------------------------- | -------------- |
| Canadá (Nielsen SoundScan)             | 16             |
| Canada Rock Chart                      | 12             |
| Irlanda (IRMA)                         | 37             |
| Países Bajos (Mega Single Top 100)     | 74             |
| Escocia (Scottish Singles Sales Chart) | 15             |
| Reino Unido (UK Singles Chart)         | 21             |
| Estados Unidos (Alternative Airplay)   | 2              |
| Bubbling Under Hot 100 Singles         | 6              |
| Estados Unidos (Mainstream Rock)       | 24             |

| Lista (2001)               | Posición |
| -------------------------- | -------- |
| Canadá (Nielsen SoundScan) | 80       |

| Lista (2002)               | Posición |
| -------------------------- | -------- |
| Canadá (Nielsen SoundScan) | 124      |

## Versiones
La banda de rock Toto comenzó a versionar la canción en vivo en 2018, antes de lanzarla como sencillo digital, en respuesta a la bien recibida versión de Weezer de su propio éxito «Africa».